# Heilige Familie (Freiburg im Breisgau)

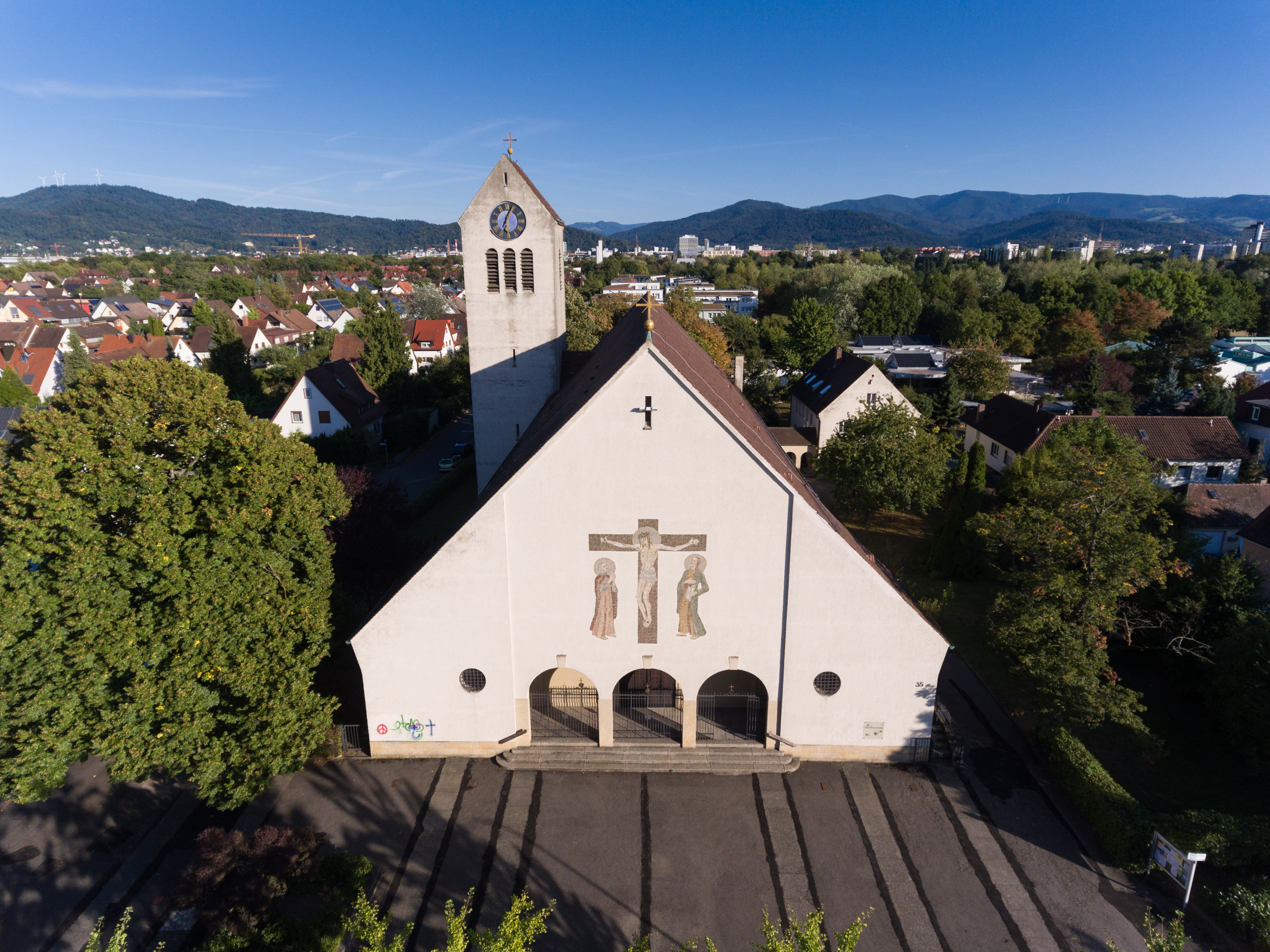
Kirche Heilige Familie in Freiburg

Die Pfarrkirche Heilige Familie ist ein römisch-katholisches Kirchengebäude im Stadtteil Mooswald im Westen der Stadt Freiburg im Breisgau. Sie gehört zur Seelsorgeeinheit Freiburg Nordwest im Dekanat Freiburg des Erzbistums Freiburg. Neben dem Patrozinium Heilige Familie sind Pfarrpatrone der heilige Martin und der heilige Konrad.

## Geschichte
Die Kirche wurde 1937–1938 nach Plänen von Paul Hugo Geis und Reinhard Fuchs errichtet. Ursprünglich sollte sie 500 Meter weiter östlich gebaut werden. Aber das Luftfahrtamt hatte 1936 Einspruch erhoben, weil der Turm genau in der Einflugschneise des Flugplatzes Freiburg gelegen hätte. Aber auch am neuen Standort durfte der Turm wegen der Nähe zum Flugplatz nicht zu hoch werden.
Wegen des geänderten Standorts konnten sich die Bewohner des Stadtteils Betzenhausen neben den Bewohnern der Mooswaldsiedlung der neuen Pfarrei Heilige Familie anschließen, nachdem sie zuvor Angehörige der Gemeinde St. Cyriak im damals nicht zu Freiburg gehörenden Lehen gewesen waren.
Am 27. Juni 1937 war Grundsteinlegung, die Weihe wurde am 18. September 1938 von Erzbischof Conrad Gröber vollzogen. Im Dezember 1942 wurde eine von der Freiburger Orgelbaufirma M. Welte & Söhne erbaute und von einer unbekannten Stifterin finanzierte Orgel geweiht. Diese erlitt beim Luftangriff auf Freiburg am 27. November 1944 einen Brandschaden. Während des Krieges war die Krypta der Kirche mit besonders verstärkter Eisenbetondecke Luftschutzkeller für etwa 40 Personen.
1961 wurde das Kircheninnere gründlich renoviert. 1978 erfolgte eine Umgestaltung aufgrund neuer Liturgievorgaben des Zweiten Vatikanischen Konzils.

## Beschreibung

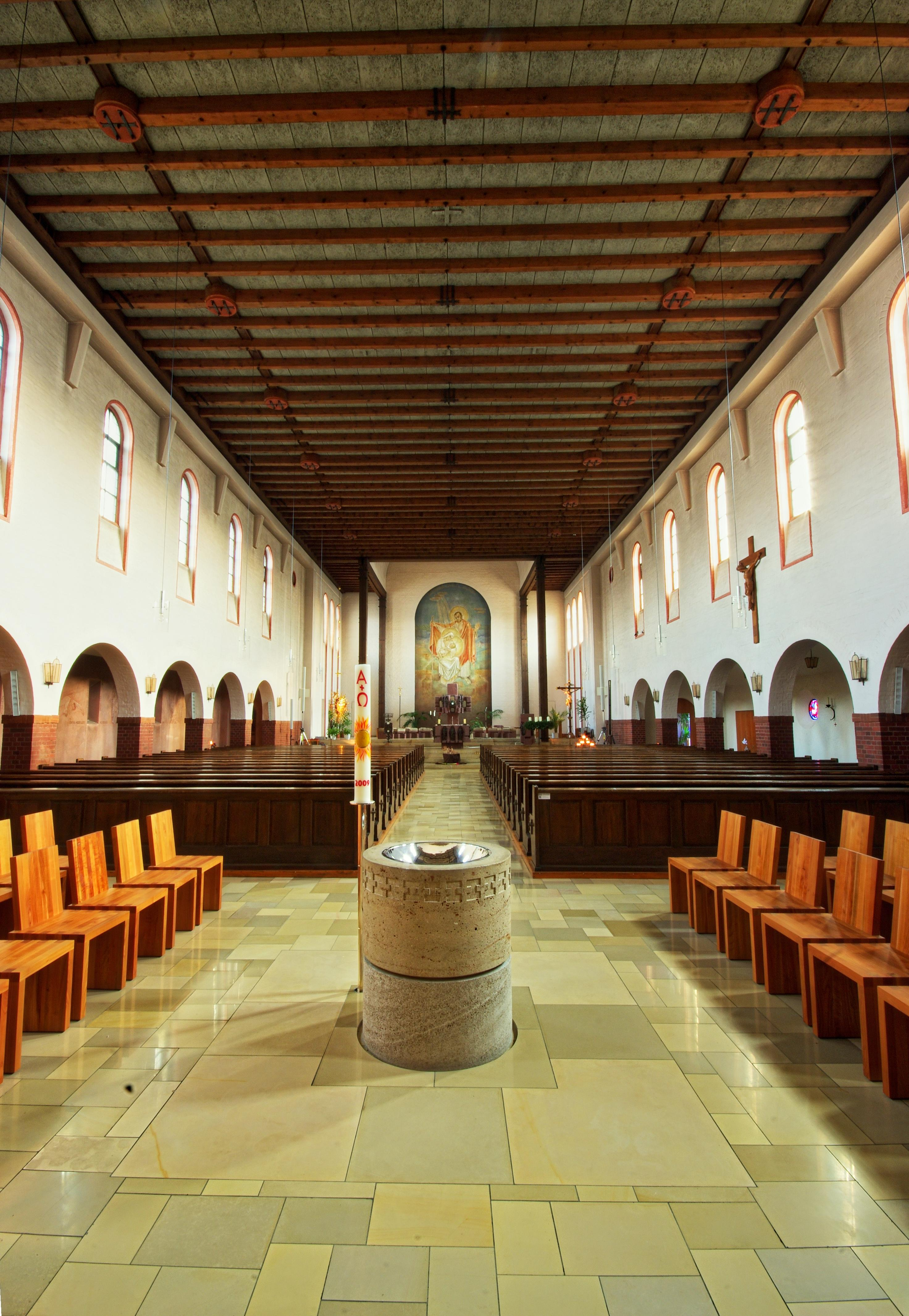
Innenansicht

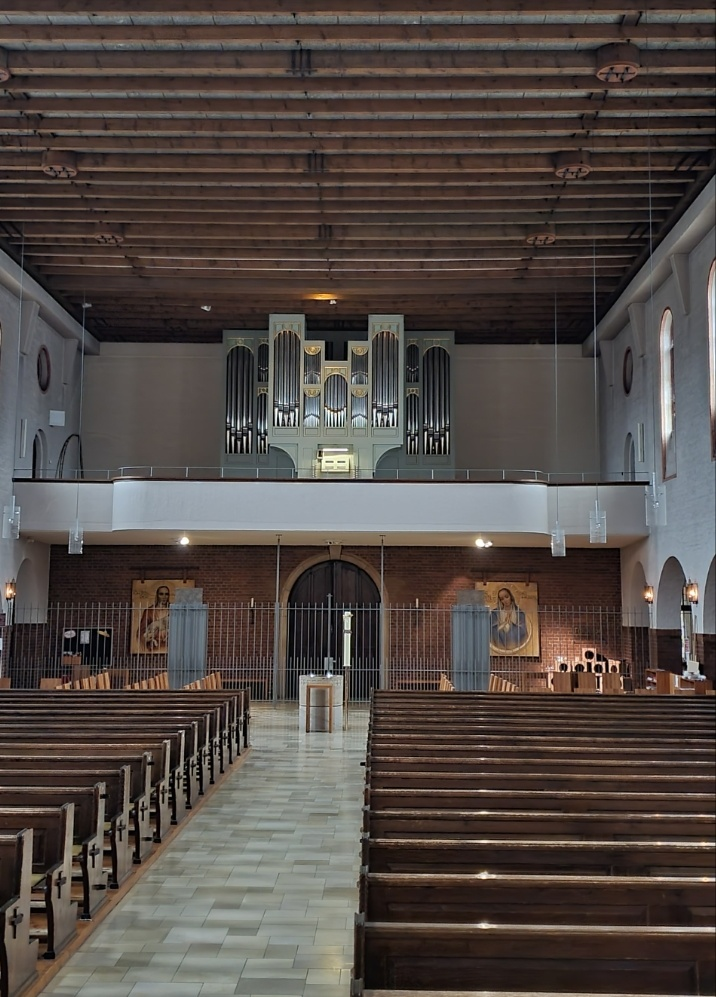
Blick zur Orgel

Das geostete rechteckige Gebäude ist mit einem hohen Satteldach gedeckt. Der auf Höhe des Chores angebaute 29 Meter hohe Kirchturm hat ebenfalls ein Satteldach mit gleicher Firstrichtung. Auf dem breiten Giebel der Eingangsfassade ist über dem dreibogigen Eingang eine überlebensgroße Darstellung der Kreuzigung Christi mit dem Gekreuzigten sowie Maria und Johannes zu beiden Seiten zu sehen, ein Kunstwerk in so genanntem „deutschem Mosaik“ von Gertrud Leonhard-Püttman. Die drei Bögen darunter öffnen eine Eingangshalle, die über einige Stufen vom Vorplatz erreicht werden kann.
Der Innenraum ist ein weitläufiger Kirchensaal von 32 m Länge, 14 m Breite und 9,50 m Höhe mit 700 Sitz- und 800 Stehplätzen. Ihm sind an den Längsseiten schmale durch Arkadenbogen abgetrennte Seitengänge angefügt. Der Chor mit einer Länge von 7,60 m ist mit 13 m Breite geringfügig eingeschnürt, aber 3,30 Meter höher als das Kirchenschiff. Über dem Haupteingang im Westen erstreckt sich eine weitläufige Empore, wo die Orgel untergebracht ist und ein Kirchenchor Platz finden kann.
Die Chorwand wurde durch den Freiburger Maler Walther Meyerspeer mit der Darstellung der Heiligen Familie gestaltet. Er schuf auch die Bilder der einstigen Seitenaltäre, die jetzt im hinteren Teil der Kirche zu finden sind, „Christus, der gute Hirt“ und „Maria, die Magd des Herrn“. Auch die Stationen des Kreuzwegs, die 1949 fertig waren, wurden von diesem Künstler gestaltet.

## Orgel
Die 1942 eingebaute Welte-Orgel wurde 1948 vom Freiburger Orgelbauer Willy Dold überholt, nachdem sie 1944 durch Kriegseinwirkung in Mitleidenschaft gezogen war. Das Instrument wurde 1992 ersetzt durch eine Schleifladenorgel mit fest eingebautem Spieltisch, 29 Registern auf zwei Manualen und Pedal, erbaut von Orgelbau Vleugels.

## Glocken
Im Jahr 1957 erhielt die Kirche ein Glockengeläut von sechs bei Friedrich Wilhelm Schilling in Heidelberg gegossenen Bronze-Glocken, nachdem zuvor im Turm drei geliehene Stahlglocken geläutet hatten.
| Nr. | Durchmesser | Gewicht | Schlagton |
| --- | ----------- | ------- | --------- |
| 1   | 1515 mm     | 2340 kg | c′-1      |
| 2   | 1250 mm     | 1285 kg | es′+1     |
| 3   | 1185 mm     | 1070 kg | f′-1      |
| 4   | 1008 mm     | 0714 kg | g′-1      |
| 5   | 0900 mm     | 0510 kg | b′+1      |
| 6   | 0798 mm     | 0352 kg | c″-1      |

Außer Glocke 1 und Glocke 6 sind die Glocken in den Uhrschlag einbezogen: Glocke 2 schlägt die volle Stunde, die Glocken 3, 4 und 5 werden für den Viertelstundenschlag eingesetzt. Große Zifferblätter auf den Giebelseiten des Turmes zeigen die Uhrzeit auch optisch an.

## Nachweise
1. ↑  orgel-verzeichnis.de: Freiburg im Breisgau / Mooswald – Heilige Familie mit Disposition und zahlreichen Bildern der Kirche
2. ↑  Glockeninspektion Erzbistum Freiburg: Kath. Pfarrkirche Hl. Familie in Freiburg

Koordinaten: 48° 0′ 56,4″ N, 7° 48′ 56″ O